# Johann Rudolph Becker

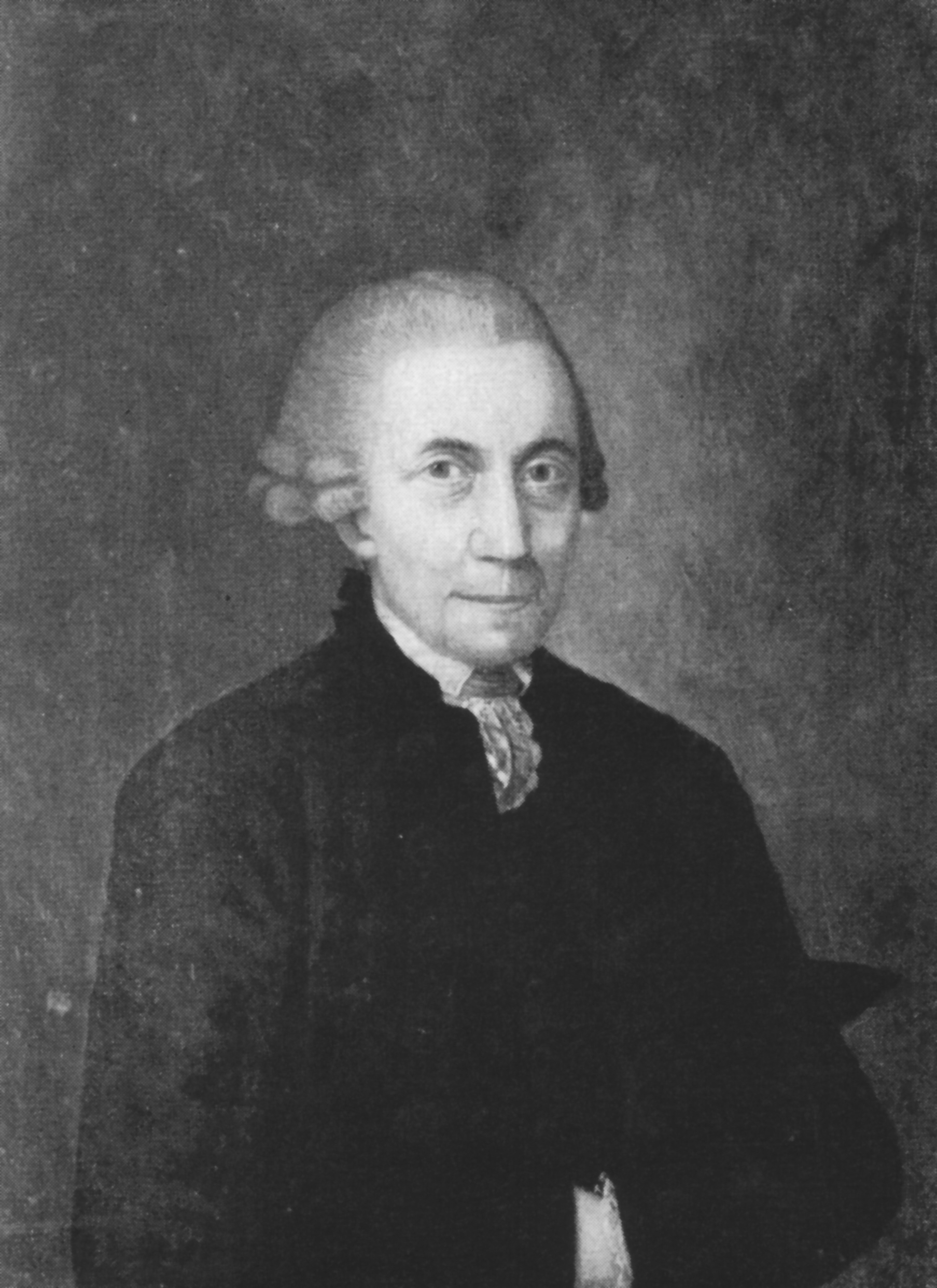
Johann Rudolph Becker

Johann Rudolph Becker (* 28. März 1736 in Rostock; † 18. Dezember 1815 in Lübeck) war ein Verwaltungsjurist in Diensten der Hansestadt Lübeck, der als Schriftsteller und Historiker Bedeutung erlangte.

## Leben
Becker entstammte einer Rostocker Familie von Hochschullehrern und Pastoren. Sein Vater Johann Hermann Becker wurde 1747 Professor an der Universität Greifswald und 1751 Pastor an der Lübecker Marienkirche. Auch seine beiden Brüder folgten dieser Familientradition; Peter Hermann Becker (1730–1788) wurde Senior des Geistlichen Ministeriums in Lübeck, Heinrich Valentin Becker Professor der Theologie an der Universität Rostock.
Johann Rudolph Becker studierte hingegen in Jena von 1754 bis 1757 Philosophie und Rechtswissenschaften. 1758 wurde er zunächst Erzieher der Kinder des Domdechanten Christian August von Eyben und dazu von 1759 bis 1765 Sekretär des Domherrn Carl Friedrich von Clausenheim, der auch dänischer Ministerresident in Lübeck war. 1765 wurde er Prokurator des Domkapitels in Lübeck und 1769 an der Universität Greifswald Lizenziat der Rechte und Dr. iur. Aufgrund seiner sich anschließenden schriftstellerischen Tätigkeit wurde er 1764 Mitglied der Akademie der Wissenschaften in Berlin.
1773 erhielt er in Lübeck eine Festanstellung als Kämmereisekretär, also in der Finanzbehörde des Staates. Zu seinen Aufgaben gehörte damit auch die Steuererhebung im Landgebiet der Lübecker Exklaven. Hier machte er sich durch Grenzbereinigungen verdient. Der Lübecker Dompropst und Hofpfalzgraf Johann Carl Heinrich Dreyer ernannte ihn zum Notar.
In Verfolgung seiner schöngeistigen Interessen gehörte er zu den Gründungsmitgliedern der aufklärerischen Gesellschaft zur Beförderung gemeinnütziger Tätigkeit und ging seinem geschichtlichen Forscherdrang nach. Zahlreiche seiner historischen Vorträge vor Mitgliedern der Gesellschaft haben sich im Archiv der Hansestadt Lübeck erhalten.
Sein Hauptwerk ist eine umfassende Chronik der Hansestadt Lübeck, die aufgrund ihrer politischen Bedeutung und einer Vielzahl von vor ihm tätigen Geschichtsschreibern seit der Zeit ihrer Gründung über eine gute Ausgangsquellenlage verfügt. Die Umständliche Geschichte der Kaiserl. und des Heil. Römischen Reichs freyen Stadt Lübeck ließ er auf eigene Kosten drucken. Zunächst erschienen jedoch 1782 und 1784 die ersten beiden Bände, die die Zeit von den Anfängen bis zum Westfälischen Frieden abdeckten.
Das Erscheinen des dritten Bandes, der das Werk bis in die Gegenwart fortführen sollte, wurde vom Senat der Hansestadt, nicht zuletzt durch die Zensur des Historikers und Dompropst Dreyer, verhindert. Das Manuskript wurde zunächst eingezogen. Die Genehmigung zum Druck wurde erst nach dem Tode Dreyers erteilt. Damit konnte die erste umfassende große Geschichtsdarstellung der Stadt mit dem Erscheinen des bis zum Jahr 1800 reichenden dritten Bandes im Jahr 1805 abgeschlossen werden.

## Werke
Umständliche Geschichte der kaiserl. und des Heil. Römischen Reichs freyen Stadt Lübeck
Band I, Lübeck 1782 in der Google-Buchsuche
Band II, Lübeck 1784 in der Google-Buchsuche
Band III, Lübeck 1805 in der Google-Buchsuche (angebunden an Band 2)